# Kikuchi
Kikuchi (菊池市 -shi) é uma cidade japonesa localizada na província de Kumamoto.
Em 2003 a cidade tinha uma população estimada em 27 037 habitantes e uma densidade populacional de 148,07 h/km². Tem uma área total de 182,60 km².
Recebeu o estatuto de cidade a 1 de Agosto de 1958.